# Tituly a vyznamenání Andreje Grečka

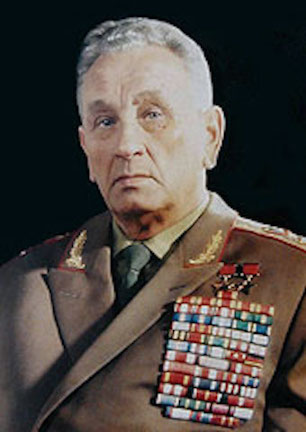
Andrej Grečko v uniformě s řadou vyznamenání včetně dvou Zlatých hvězd Hrdiny Sovětského svazu

Andrej Antonovič Grečko, sovětský voják, maršál Sovětského svazu a politik, obdržel během života řadu sovětských i zahraničních řádů a medailí. Byla po něm pojmenována i řada zeměpisných míst a objektů, mj. ulice v Kyjevě či ropný tanker.

## Vojenské hodnosti
- 10. července 1941: plukovník
- 9. listopadu 1941: generálmajor
- 28. dubna 1943: generálporučík
- 9. října 1943: generálplukovník
- 3. srpna 1953: armádní generál
- 11. března 1955: maršál Sovětského svazu

## Vyznamenání

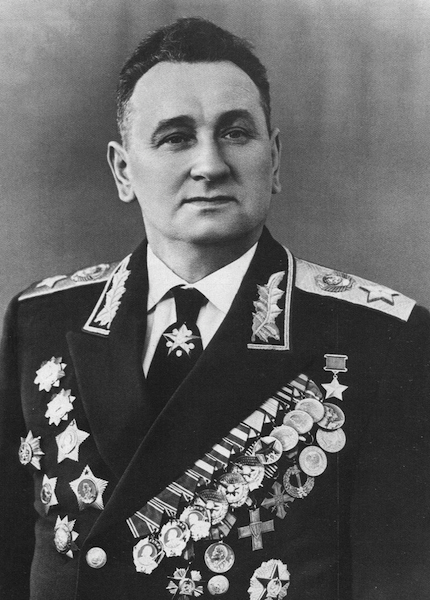
Andrej Grečko v maršálské uniformě s mnoha řády a medailemi

### Sovětská vyznamenání

#### Čestné tituly
- Hrdina Sovětského svazu – 1. února 1958 a 16. října 1973

#### Řády
- Leninův řád – prosinec 1942, 1945, 1. února 1958, říjen 1963, 22. února 1968 a 16. října 1973
- Řád rudého praporu – 1941, 1944 a 1950
- Řád Suvorova I. třídy – 1944 a 1945
- Řád Kutuzova I. třídy – 9. října 1943 a 25. srpna 1944
- Řád Bohdana Chmelnického I. třídy – 1944
- Řád Suvorova II. třídy – 1943
- Řád Kutuzova II. třídy

#### Medaile
- Medaile 100. výročí narození Vladimira Iljiče Lenina
- Medaile Za obranu Moskvy
- Medaile Za obranu Kyjeva
- Medaile Za obranu Kavkazu
- Medaile Za rozvoj celiny
- Medaile za vítězství nad Německem ve Velké vlastenecké válce 1941–1945
- Jubilejní medaile 20. výročí vítězství ve Velké vlastenecké válce 1941–1945
- Jubilejní medaile 30. výročí vítězství ve Velké vlastenecké válce 1941–1945
- Medaile 20. výročí dělnicko-rolnické rudé armády
- Medaile 30. výročí sovětské armády a námořnictva
- Medaile 40. výročí Ozbrojených sil SSSR
- Medaile 50. výročí Ozbrojených sil SSSR

### Zahraniční vyznamenání
- Bulharsko
  -  Řád Georgiho Dimitrova
  -  Řád Bulharské lidové republiky
- Československo
  -  Hrdina Československé socialistické republiky – 3. října 1969[1]
  -  Řád Klementa Gottwalda – 3. října 1969[1]
  -  Řád Bílého lva za vítězství I. třídy
  -  Československý válečný kříž 1939
  -  Dukelská pamětní medaile
- Irák
  -  Řád dvou řek
- Finsko
  -  rytíř I. třídy Řádu finského lva
- Maďarsko
  -  Řád za zásluhy Maďarské lidové republiky I. třídy
  -  Řád za zásluhy Maďarské lidové republiky V. třídy
  -  Řád praporu Maďarské lidové republiky
- Mongolsko
  -  Süchbátarův řád
- Polsko
  -  velkokříž Řádu Virtuti Militaria – 12. října 1972
  -  Řád grunwaldského kříže II. třídy – 24. června 1946[2]
  -  Medaile Vítězství a svobody 1945
  -  velkokříž Řádu znovuzrozeného Polska – 22. února 1968
  -  komtur Řádu znovuzrozeného Polska
- Rumunsko
  -  Řád hvězdy Rumunské lidové republiky
  -  Řád 23. srpna I. třídy
- Východní Německo
  -  Řád Karla Marxe
  -  Vlastenecký záslužný řád ve zlatě – 1965[3]

## Eponyma
- v letech 1976–1992 Třída maršála Grečka (Проспект Маршала Гречко) v Moskvě, poté zahrnuta do Třídy Kutuzova (Кутузовского проспект), jméno si zachoval Grečkův tunel a také zde zůstaly pamětní desky
- Námořní akademie Grečka, později přejmenována na Námořní akademii N. G. Kuzněcova
- ropný tanker Andrej Grečko
- ulice v Kyjevě, Krymsku a Slovjansku
- v Krymsku na ulici Maršála A. A. Grečka se nachází žulový kámen s pamětní deskou o osvobození krymské oblasti maršálem Grečkem
- světlá místa na fasádě Národního muzea v Praze se nazývají „El Grečkovy fresky“ na počest ministra obrany SSSR z r. 1968 [4]